# Berberis multiflora
Berberis multiflora är en berberisväxtart som beskrevs av George Bentham. Berberis multiflora ingår i släktet berberisar, och familjen berberisväxter. Inga underarter finns listade i Catalogue of Life.